# イン・ザ・クローゼット
「イン・ザ・クローゼット」（In the Closet）は、1992年のマイケル・ジャクソンのシングル。アルバム『デンジャラス』からのシングル・カットである。フランスで1位を獲得した。曲名の“In the Closet”は「戸棚の中に」という意味で、自分と恋人の2人だけの“秘密にしておく”という含みがある。
モナコの公女ステファニー・ド・モナコが女性ヴォーカル「ミステリー・ガール」として参加。
本作は後に『エッセンシャル・マイケル・ジャクソン』にも収録された。

## ショートフィルム
イギリスのスーパーモデル、ナオミ・キャンベルと共演したショートフィルム（監督はハーブ・リッツ）では、セピアフィルムで撮影したシックな映像と、シルエット状態でのダンスに特徴がある。なお、女性ボーカルの担当はナオミ・キャンベルのものに差し替えられている。

## トラック・リスト
リミックス〜ドア #1〜
1. イン・ザ・クローゼット (クラブ・ミックス)
2. イン・ザ・クローゼット (アンダーグラウンド・ミックス)
3. イン・ザ・クローゼット (タッチ・ミー・ダブ)
4. イン・ザ・クローゼット (Kl's 12インチ)

リミックス〜ドア #2〜
1. イン・ザ・クローゼット (ザ・ミッション)
2. イン・ザ・クローゼット (フリースタイル・ミックス)
3. イン・ザ・クローゼット (ミックス・オブ・ライフ)
4. イン・ザ・クローゼット (ジ・アンダーグラウンド・ダブ)

リミックス〜ドア #3〜
1. イン・ザ・クローゼット (クラブ・エディット)
2. イン・ザ・クローゼット (ザ・ニュー・ワーク・ミックス)
3. イン・ザ・クローゼット (ザ・プロミス)
4. イン・ザ・クローゼット (ザ・ヴォウ)
5. リメンバー・ザ・タイム (ニュー・ジャック・ジャズ)

## チャート
| チャート (1992年)                                      | 最高位 |
| ------------------------------------------------------ | ------ |
| オーストラリア (ARIA)                                  | 5      |
| オーストリア (Ö3 Austria Top 40)                       | 23     |
| ベルギー (Ultratop 50 Flanders)                        | 14     |
| カナダ トップシングルス (RPM)                          | 16     |
| カナダ ダンス/アーバン (RPM)                           | 2      |
| カナダ / シングル小売 (The Record)                     | 13     |
| カナダ / コンテンポラリー・ヒット・ラジオ (The Record) | 6      |
| ヨーロッパ (Eurochart Hot 100)                         | 11     |
| ヨーロッパ (European Dance Radio)                      | 3      |
| フィンランド (スオメン・ヴィラリネン・リスタ)          | 5      |
| フランス (SNEP)                                        | 9      |
| ドイツ (GfK Entertainment charts)                      | 15     |
| ギリシャ (IFPI)                                        | 1      |
| アイルランド (IRMA)                                    | 4      |
| イタリア (Musica e dischi)                             | 2      |
| オランダ (Dutch Top 40)                                | 9      |
| オランダ (Single Top 100)                              | 9      |
| ニュージーランド (Recorded Music NZ)                   | 5      |
| ノルウェー (VG-lista)                                  | 10     |
| スペイン (AFYVE)                                       | 9      |
| スウェーデン (Sverigetopplistan)                       | 29     |
| スイス (Schweizer Hitparade)                           | 25     |
| UK シングルス (OCC)                                    | 8      |
| UK / ダンス・チャート (Music Week)                     | 22     |
| 全米 Billboard Hot 100                                 | 6      |
| 全米 ホット・ダンス・クラブ・プレイ (Billboard)        | 1      |
| 全米 ホット・R&B・シングルス (Billboard)               | 1      |
| 全米 キャッシュボックス トップ100                      | 6      |

| チャート (2006年)         | 最高位 |
| ------------------------- | ------ |
| フランス (SNEP)           | 63     |
| アイルランド (IRMA)       | 25     |
| イタリア (FIMI)           | 9      |
| オランダ (Single Top 100) | 36     |
| スペイン (PROMUSICAE)     | 2      |
| UK シングルス (OCC)       | 20     |

| チャート (1992年)                                   | 順位 |
| --------------------------------------------------- | ---- |
| オーストラリア (ARIA)                               | 53   |
| ベルギー (Ultratop 50 Flanders)                     | 99   |
| ヨーロッパ (Eurochart Hot 100)                      | 61   |
| ドイツ (Official German Charts)                     | 66   |
| 全米 Billboard Hot 100                              | 66   |
| 全米 ホット・R&B/ヒップホップ・ソングス (Billboard) | 52   |